# Чатеж об Сави
Чатеж об Сави (словен. Čatež ob Savi) је насељено место у општини Брежице, Посавска регија, Словенија. У насељу се налази познато бањско лечилиште " Терме Чатеж ".

## Име
Чатеж је у писаним изворима посведочен 1249. године. као Сатес (и као Tzattesch 1265. и Czates 1392.). Име потиче од словенске заједничке именице čretež, што значи „очишћена земља“. Мање вероватна теорија потиче своје име од словенске заједничке именице čret или čreta што значи "мочвара". Због средњовековних транскрипција и језичко-географских околности, изведене деривације имена обухватају изведенице од čata са значењем „заседа“ и од Чатежа (име митолошког патуљка). Назив насеља промењен је из Чатеж у Чатеж об Сави 1955. године. У прошлости је немачко име било Tschatesch.

## Историја
До територијалне реорганизације у Словенији био је у саставу старе општине Брежице.

## Становништво
На попису из 2011. године Чатеж об Сави је имао 319 становника.
| Број становника према пописима | Број становника према пописима | Број становника према пописима |
| ------------------------------ | ------------------------------ | ------------------------------ |
| 1991                           | 2002                           | 2011                           |
| 329                            | 322                            | 319                            |

Напомена: До 1955. исказивано под именом Чатеж.

## Галерија
- поглед на насеље
- пејзаж
- поглед на сеоске цркве "Св. Јуриј" i "Св. Вид"
- куће
- излетиште на брду "Св. Вид"
- шумска цеста